# Głowaczów (gemeente)
De gemeente Głowaczów is een landgemeente in het Poolse woiwodschap Mazovië, in powiat Kozienicki.
De zetel van de gemeente is in Głowaczów.
Op 30 juni 2004 telde de gemeente 7400 inwoners.

## Oppervlakte gegevens
In 2002 bedroeg de totale oppervlakte van gemeente Głowaczów 186,26 km², waarvan:
- agrarisch gebied: 67%
- bossen: 28%

De gemeente beslaat 20,31% van de totale oppervlakte van de powiat.

## Demografie
Stand op 30 juni 2004:
| Omschrijving                   | Totaal | Totaal | Vrouwen | Vrouwen | Mannen | Mannen |
| ------------------------------ | ------ | ------ | ------- | ------- | ------ | ------ |
| eenheid                        | aantal | %      | aantal  | %       | aantal | %      |
| inwoners                       | 7400   | 100    | 3640    | 49,2    | 3760   | 50,8   |
| bevolkingsdichtheid (inw./km²) | 39,7   | 39,7   | 19,5    | 19,5    | 20,2   | 20,2   |

In 2002 bedroeg het gemiddelde inkomen per inwoner 1465,63 zł.

## Administratieve plaatsen (sołectwo)
Adamów, Bobrowniki, Brzóza, Cecylówka-Brzózka, Cecylówka Głowaczowska, Chodków, Dąbrówki, Emilów, Głowaczów, Grabnowola, Helenów, Henryków, Ignacówka Bobrowska, Ignacówka Grabnowolska, Jasieniec, Klementynów, Kosny, Leżenice, Lipa, Lipska Wola, Łukawa, Łukawska Wola, Maciejowice, Mariampol, Marianów, Michałów, Miejska Dąbrowa, Moniochy, Podmieście, Przejazd, Rogożek, Sewerynów, Stanisławów, Stawki, Studnie, Studzianki Pancerne, Ursynów, Wólka Brzózka, Zieleniec.

## Aangrenzende gemeenten
Grabów nad Plilicą, Jastrzębia, Jedlińsk, Kozienice, Magnuszew, Pionki, Stromiec